# Law & Order (franquicia)
La franquicia Law & Order (titulada Ley y orden en España y La ley y el orden en Hispanoamérica) es un número de series de televisión estadounidenses creadas por Dick Wolf y emitidas originalmente por NBC, las cuales tratan algún aspecto del sistema de justicia criminal. Juntos, la serie original, sus múltiples series derivadas, las películas para televisión y los crossovers con otras series de televisión resultan sobre unas novecientas horas de programación.
Personajes y recursos ficticios compartidos conectan las diferentes series, como la Universidad Hudson o el tabloide New York Ledger. Muchos de los personajes secundarios, como fiscales de distrito, psicólogos y expertos sanitarios son también compartidos entre varios de los títulos de la franquicia. Es habitual que se den cruces de personajes principales o líneas argumentales compartidas entre algunos de las series. Algunos personajes principales han desaparecido del reparto para reincorporarse más tarde en otra de las series.

## La franquicia
| Año                             | Serie                                | N.º de temporadas | N.º de episodios |
| ------------------------------- | ------------------------------------ | ----------------- | ---------------- |
| 1990 - 2010 y 2022 - actualidad | Law & Order                          | 23 temporadas     | 494 episodios    |
| 1999 - actualidad               | Law & Order: Special Victims Unit    | 25 temporadas     | 544 episodios    |
| 2001 - 2011                     | Law & Order: Criminal Intent         | 10 temporadas     | 195 episodios    |
| 2005 - 2006                     | Law & Order: Trial by Jury           | 1 temporada       | 13 episodios     |
| 2010 - 2011                     | Law & Order: LA                      | 1 temporada       | 22 episodios     |
| 2017                            | Law & Order True Crime               | 1 temporada       | 8 episodios      |
| 2021 - actualidad               | Law & Order: Organized Crime         | 4 temporada       | 58 episodios     |
| 2024 - actualidad               | Law & Order Toronto: Criminal Intent | 1 temporada       | 10 episodios     |

## Personajes
- L&O = Law & Order (1990–presente)
- SVU = Law & Order: Special Victims Unit (1999–presente)
- CI = Law & Order: Criminal Intent (2001–2011)
- TBJ = Law & Order: Trial by Jury (2005–2006)
- LOLA = Law & Order: LA (2010–2011)
- OC = Law & Order: Organized Crime (2021–presente)

### Investigadores de la Policía y el Fiscal de Distrito
| Personaje              | Interpretado por            | Ocupación                                          | Temporadas      | Temporadas    | Temporadas | Temporadas | Temporadas | Temporadas    |
| Personaje              | Interpretado por            | Ocupación                                          | L&O             | SVU           | CI         | TBJ        | LA         | OC            |
| ---------------------- | --------------------------- | -------------------------------------------------- | --------------- | ------------- | ---------- | ---------- | ---------- | ------------- |
| Max Greevey            | George Dzundza              | Sargento de detectives                             | 1990–1991       |               |            |            |            |               |
| Mike Logan             | Chris Noth                  | Detective                                          | 1990–1995       |               | 2005–2008  |            |            |               |
| Donald Cragen          | Dann Florek                 | Capitán                                            | 1990–1993       | 1999–2014     |            |            |            | 2021          |
| Phil Cerreta           | Paul Sorvino                | Sargento de detectives                             | 1991–1992       |               |            |            |            |               |
| Lennie Briscoe         | Jerry Orbach                | Detective Investigador del fiscal de distrito      | 1992–2004       | 1999–2000     | 2001       | 2005       |            |               |
| Anita Van Buren        | S. Epatha Merkerson         | Teniente                                           | 1993–2010       |               | 2002       | 2005       |            |               |
| Rey Curtis             | Benjamin Bratt              | Detective                                          | 1995–1999, 2010 |               |            |            |            |               |
| Ed Green               | Jesse L. Martin             | Detective                                          | 1999–2008       | 1999–2000     | 2001       | 2005       |            |               |
| Olivia Benson          | Mariska Hargitay            | Detective Sargento de detectives Teniente Capitana | 2000–2005       | 1999–presente |            | 2005       |            | 2021–presente |
| Elliot Stabler         | Christopher Meloni          | Detective                                          | 2000            | 1999–2011     |            | 2005       |            | 2021–presente |
| John Munch             | Richard Belzer              | Sargento de detectives                             | 1996–2000       | 1999–2014     |            | 2005       |            |               |
| Brian Cassidy          | Dean Winters                | Detective                                          |                 | 1999 present  |            |            |            |               |
| Monique Jeffries       | Michelle Hurd               | Detective                                          |                 | 1999–2001     |            |            |            |               |
| Fin Tutuola            | Ice-T                       | Detective Sargento de detectives                   | 2005            | 2000–presente |            |            |            | 2021–presente |
| Robert Goren           | Vincent D'Onofrio           | Detective                                          |                 |               | 2001–2011  |            |            |               |
| Alexandra Eames        | Kathryn Erbe                | Detective                                          |                 |               | 2001–2011  |            |            |               |
| James Deakins          | Jamey Sheridan              | Capitán                                            |                 |               | 2001–2006  |            |            |               |
| G. Lynn Bishop         | Samantha Buck               | Detective                                          |                 |               | 2003–2004  |            |            |               |
| Joe Fontana            | Dennis Farina               | Detective                                          | 2004–2006       |               |            | 2005       |            |               |
| Nick Falco             | Michael Imperioli           | Detective                                          | 2005            |               |            |            |            |               |
| Carolyn Barek          | Annabella Sciorra           | Detective                                          |                 |               | 2005–2006  |            |            |               |
| Hector Salazar         | Kirk Acevedo                | Investigador del fiscal de distrito                | 2005            | 2005          |            | 2005–2006  |            |               |
| Chris Ravell           | Scott Cohen                 | Detective                                          |                 |               |            | 2005–2006  |            |               |
| Dani Beck              | Connie Nielsen              | Detective                                          |                 | 2006          |            |            |            |               |
| Nina Cassady           | Milena Govich               | Detective                                          | 2006–2007       |               |            |            |            |               |
| Megan Wheeler          | Julianne Nicholson          | Detective                                          |                 |               | 2006–2009  |            |            |               |
| Danny Ross             | Eric Bogosian               | Capitán                                            |                 |               | 2006–2010  |            |            |               |
| Cyrus Lupo             | Jeremy Sisto                | Detective                                          | 2007–2010       |               |            |            |            |               |
| Kevin Bernard          | Anthony Anderson            | Detective                                          | 2008–2010, 2022 |               |            |            |            |               |
| Frank Cosgrove         | Jeffrey Donovan             | Detective                                          | 2022–2023       |               |            |            |            | 2022–2023     |
| Jalen Shaw             | Mehcad Brooks               | Detective                                          | 2022–presente   |               |            |            |            | 2022–2023     |
| Kate Dixon             | Camryn Manheim              | Teniente                                           | 2022–2024       |               |            |            |            | 2022–2024     |
| Vincent Riley          | Reid Scott                  | Detective                                          | 2024-presente   |               |            |            |            |               |
| Jessica Brady          | Maura Tierney               | Teniente                                           | 2024-presente   |               |            |            |            |               |
| Chester Lake           | Adam Beach                  | Detective                                          |                 | 2007–2008     |            |            |            |               |
| Nola Falacci           | Alicia Witt                 | Detective                                          |                 |               | 2007       |            |            |               |
| Zack Nichols           | Jeff Goldblum               | Detective                                          |                 |               | 2009–2010  |            |            |               |
| Serena Stevens         | Saffron Burrows             | Detective                                          |                 |               | 2010       |            |            |               |
| Zoe Callas             | Mary Elizabeth Mastrantonio | Capitana                                           |                 |               | 2010       |            |            |               |
| Rex Winters            | Skeet Ulrich                | Detective                                          |                 | 2010          |            |            | 2010–2011  |               |
| Tomas "TJ" Jaruszalski | Corey Stoll                 | Detective                                          |                 |               |            |            | 2010–2011  |               |
| Arleen Gonzales        | Rachel Ticotin              | Teniente                                           |                 |               |            |            | 2010–2011  |               |
| Ricardo Morales        | Alfred Molina               | Deputy District Attorney Detective                 |                 |               |            |            | 2010–2011  |               |
| Joseph Hannah          | Jay O. Sanders              | Capitán                                            |                 |               | 2011       |            |            |               |
| Nick Amaro             | Danny Pino                  | Detective                                          |                 | 2011–2015     |            |            |            |               |
| Amanda Rollins         | Kelli Giddish               | Detective                                          |                 | 2011–2022     |            |            |            | 2021–2022     |
| Dominick Carisi Jr.    | Peter Scanavino             | Detective Fiscal de distrito                       |                 | 2014–presente |            |            |            |               |
| Katriona Tamin         | Jamie Gray Hyder            | Detective                                          |                 | 2019–2021     |            |            |            |               |
| Christian Garland      | Demore Barnes               | Jefe policial                                      |                 | 2019–2021     |            |            |            | 2021          |
| Ayanna Bell            | Danielle Moné Truitt        | Sargento                                           |                 | 2021–2022     |            |            |            | 2021–presente |
| Jet Slootmaekers       | Ainsley Seiger              | Detective                                          | 2022            | 2021–2023     |            |            |            | 2021–presente |
| Joe Velasco            | Octavio Pisano              | Detective                                          |                 | 2022–presente |            |            |            |               |
| Grace Muncy            | Molly Burnett               | Detective                                          |                 | 2022–2023     |            |            |            |               |
| Terrence "Terry" Bruno | Kevin Kane                  | Detective                                          |                 | 2023–presente |            |            |            |               |
| Kate Silva             | Juliana Aidén Martínez      | Detective                                          |                 | 2023–presente |            |            |            |               |

### Oficina fiscal
| Personaje          | Interpretado por   | Ocupación                                                                      | Temporada            | Temporada                          | Temporada | Temporada | Temporada | Número de episodios |
| Personaje          | Interpretado por   | Ocupación                                                                      | L&O                  | SVU                                | CI        | TBJ       | LA        | Número de episodios |
| ------------------ | ------------------ | ------------------------------------------------------------------------------ | -------------------- | ---------------------------------- | --------- | --------- | --------- | ------------------- |
| Alfred Wentworth   | Roy Thinnes        | Fiscal de distrito                                                             | 1990                 |                                    |           |           |           | 1                   |
| Benjamin Stone     | Michael Moriarty   | Executive Assistant District Attorney                                          | 1990–1994            |                                    |           |           |           | 88                  |
| Paul Robinette     | Richard Brooks     | Ayudante del fiscal de distrito                                                | 1990–1993            |                                    |           |           |           | 66                  |
| Adam Schiff        | Steven Hill        | Fiscal de distrito                                                             | 1990–2000            | 2000                               |           |           |           | 230                 |
| Claire Kincaid     | Jill Hennessy      | Ayudante del fiscal de distrito                                                | 1993–1996            |                                    |           |           |           | 68                  |
| Jack McCoy         | Sam Waterston      | Executive Assistant District Attorney District Attorney                        | 1994–2010, 2022-2024 | 2000 2007 2010                     |           | 2005      |           | 373                 |
| Jamie Ross         | Carey Lowell       | Ayudante del fiscal de distrito                                                | 1996–1998            |                                    |           |           |           | 47                  |
| Abbie Carmichael   | Angie Harmon       | Ayudante del fiscal de distrito                                                | 1998–2001            | 1999–2000                          |           |           |           | 78                  |
| Nora Lewin         | Dianne Wiest       | Fiscal de distrito                                                             | 2000–2002            | 2001–2002                          | 2001      |           |           | 50                  |
| Alexandra Cabot    | Stephanie March    | Ayudante del fiscal de distrito                                                |                      | 2000–2003 2005 2009–2010 2011–2012 |           |           |           | 96                  |
| Stan Villani       | Ron Leibman        | Executive Assistant District Attorney                                          |                      | 2001                               |           |           |           | 4                   |
| Serena Southerlyn  | Elisabeth Röhm     | Ayudante del fiscal de distrito                                                | 2001–2005            |                                    |           |           |           | 85                  |
| Ron Carver         | Courtney B. Vance  | Ayudante del fiscal de distrito                                                |                      |                                    | 2001–2006 |           |           | 111                 |
| Elizabeth Donnelly | Judith Light       | Bureau Chief Assistant District Attorney                                       |                      | 2002–2004 2008                     |           |           |           | 12                  |
| Arthur Branch      | Fred Thompson      | Fiscal de distrito                                                             | 2002–2007            | 2003–2006                          | 2005      | 2005      |           | 141                 |
| Casey Novak        | Diane Neal         | Ayudante del fiscal de distrito                                                |                      | 2003–2008 2011–2012                |           | 2005      |           | 113                 |
| Alexandra Borgia   | Annie Parisse      | Ayudante del fiscal de distrito                                                | 2005–2006            |                                    |           |           |           | 33                  |
| Tracey Kibre       | Bebe Neuwirth      | Bureau Chief Assistant District Attorney                                       |                      | 2005                               |           | 2005–2006 |           | 14                  |
| Kelly Gaffney      | Amy Carlson        | Ayudante del fiscal de distrito                                                |                      |                                    |           | 2005–2006 |           | 13                  |
| Connie Rubirosa    | Alana de la Garza  | Ayudante del fiscal de distrito Deputy District Attorney                       | 2006–2010            |                                    |           |           | 2011      | 93                  |
| Michael Cutter     | Linus Roache       | Executive Assistant District Attorney Bureau Chief Assistant District Attorney | 2008–2010            | 2011–2012                          |           |           |           | 67                  |
| Kim Greylek        | Michaela McManus   | Ayudante del fiscal de distrito                                                |                      | 2008–2009                          |           |           |           | 13                  |
| Sonya Paxton       | Christine Lahti    | Executive Assistant District Attorney                                          |                      | 2009–2011                          |           |           |           | 7                   |
| Jo Marlowe         | Sharon Stone       | Assistant District Attorney                                                    |                      | 2010                               |           |           |           | 4                   |
| Ricardo Morales    | Alfred Molina      | Deputy District Attorney Detective                                             |                      |                                    |           |           | 2010–2011 | 8                   |
| Jonah "Joe" Dekker | Terrence Howard    | Deputy District Attorney                                                       |                      | 2011                               |           |           | 2010–2011 | 16                  |
| Evelyn Price       | Regina Hall        | Deputy District Attorney                                                       |                      |                                    |           |           | 2010–2011 | 7                   |
| Lauren Stanton     | Megan Boone        | Deputy District Attorney                                                       |                      |                                    |           |           | 2010–2011 | 7                   |
| Sherri West        | Francie Swift      | Ayudante del fiscal de distrito                                                |                      | 2010–2011                          |           |           |           | 5                   |
| Gillian Hardwicke  | Melissa Sagemiller | Ayudante del fiscal de distrito                                                |                      | 2010–2011                          |           |           |           | 10                  |
| Jerry Hardin       | Peter Coyote       | Fiscal de distrito                                                             |                      |                                    |           |           | 2010–2011 | 8                   |
| Rose Callier       | Tabitha Holbert    | Ayudante del fiscal de distrito                                                |                      | 2011–2012                          |           |           |           | 4                   |
| David Haden        | Harry Connick, Jr. | Executive Assistant District Attorney                                          |                      | 2012                               |           |           |           | 4                   |
| Rafael Barba       | Raúl Esparza       | Ayudante del fiscal de distrito Fiscal de distrito                             |                      | 2012-2021                          |           |           |           | 88                  |
| Peter Stone        | Philip Winchester  | Ayudante del fiscal de distrito                                                |                      | 2018-2019                          |           |           |           | 28                  |
| Nolan Price        | Hugh Dancy         | Executive Assistant District Attorney                                          | 2022-presente        |                                    |           |           |           | 46                  |
| Samantha Maroun    | Odelya Halevi      | Ayudante del fiscal de distrito                                                | 2022-presente        |                                    |           |           |           | 46                  |
| Nicholas Baxter    | Tony Goldwyn       | Fiscal de distrito                                                             | 2024-presente        |                                    |           |           |           | 8                   |

### Psiquiatras y Psicólogos
| Personaje                 | Interpretado por  | Ocupación  | Series    | Series          | Series | Series | Series | Series |
| Personaje                 | Interpretado por  | Ocupación  | L&O       | SVU             | CI     | TBJ    | LA     |        |
| ------------------------- | ----------------- | ---------- | --------- | --------------- | ------ | ------ | ------ | ------ |
| Elizabeth Olivet, Ph.D.   | Carolyn McCormick | Psicóloga  | 1991–2010 | 1999–2001       | 2006   | 2005   |        |        |
| Emil Skoda, M.D.          | J. K. Simmons     | Psiquiatra | 1997–2010 | 2000–2001       | 2002   |        |        |        |
| Agente George Huang, M.D. | B. D. Wong        | Psiquiatra |           | 2001–2011, 2012 |        |        |        |        |
| Paula Gyson, Ph.D.        | Julia Ormond      | Psicóloga  |           |                 | 2011   |        |        |        |

### Médicos forenses
| Personaje               | Interpretado por | Ocupación                        | Temporadas | Temporadas | Temporadas | Temporadas | Temporadas | Temporadas |
| Personaje               | Interpretado por | Ocupación                        | L&O        | SVU        | CI         | TBJ        | LA         |            |
| ----------------------- | ---------------- | -------------------------------- | ---------- | ---------- | ---------- | ---------- | ---------- | ---------- |
| Elizabeth Rodgers, M.D. | Leslie Hendrix   | Assistant Chief Medical Examiner | 1992–2010  | 1999–2000  | 2001–2011  | 2005       |            |            |
| Melinda Warner, M.D.    | Tamara Tunie     | Medical Examiner                 |            | 2000–2012  |            | 2005       |            |            |
| Miwako Nishizawa, M.D.  | Tamlyn Tomita    | Medical Examiner                 |            |            |            |            | 2010–2011  |            |